# Fossombronia zuurbergensis
Fossombronia zuurbergensis là một loài Rêu trong họ Fossombroniaceae. Loài này được Perold mô tả khoa học đầu tiên năm 2001.